# ژانژیانگ
ژانژیانگ (به لاتین: Zhanjiang) یک شهر مرکزی در جمهوری خلق چین است که در گوانگ‌دونگ واقع شده‌است.

## خصوصیات
ژانژیانگ ۱۲٬۴۹۰ کیلومترمربع مساحت و ۶٬۹۹۴٬۸۳۲ نفر جمعیت دارد و ۲۱ متر بالاتر از سطح دریا واقع شده‌است.

## خواهرخوانده
شهر کنز (استرالیا) خواهرخواندهٔ ژانژیانگ هست.